# FYI (Canadá)
FYI (estilizado como fyi,) fue un canal de televisión por cable canadiense en inglés, propiedad de Corus Entertainment. El canal ofreció una variedad de programación basada en las cuestiones de salud, bienestar, medicina y temas relacionados.

## Historia
Licenciado como Health Network Canada por la Comisión de radiodifusión y telecomunicaciones (CRTC) el 24 de noviembre de 2000; fue lanzado como Discovery Health Channel el 15 de agosto de 2001.
El 18 de enero de 2008, una empresa conjunta entre Canwest y GS Capital Partners compró Alliance Atlantis por lo que llamó el interés de AAC en Discovery Health.
El 1 de noviembre de 2010, Discovery Health Canadá pasó a llamarse Twist TV. El canal se centraba en reality shows sobre "personas que enfrentan situaciones extraordinarias".
El 1 de septiembre de 2014 el canal fue lanzado como Fyi tras un acuerdo de licencia con A+E Networks.
En octubre de 2019, fue anunciado que el canal cesaria sus transmisiones en el 31 de diciembre de 2019.
El canal cesó sus transmisiones a las 11:59 p. m. EST en el 31 de diciembre de 2019.

## Programas
- Dr. G: Medical Examiner
- Strictly Dr. Drew
- Strictly Sex with Dr. Drew
- Mystery Diagnosis
- Sexual Secrets
- Dr. Know
- Sex, Toys & Chocolate
- Transplant!
- The Gym
- Health on the Line